# 걸복건귀
걸복건귀(乞伏乾歸, ? ~ 412년, 재위 : 388년 ~ 400년, 409년 ~ 412년)는 중국 오호 십육국 시대 서진(西秦)의 제2대 군주이다. 묘호는 고조(高祖), 시호는 무원왕(武元王)이다.

## 생애
걸복건귀는 선비족 걸복부 출신으로 걸복국인의 동생이다. 걸복국인이 서진을 건국하자 걸복건귀는 상장군(上將軍)에 임명되었다. 388년에 걸복국인이 죽자 그 아들 걸복공부(乞伏公府)가 어렸기 때문에 걸복건귀가 대신 뒤를 이었다.
걸복건귀는 대도독·대장군·대선우·하남왕(大都督, 大將軍, 大單于, 河南王)을 자칭하고 금성(金城, 간쑤성 란저우 시)로 수도를 옮겼다. 389년에는 전진(前秦)의 부등(苻登)에 의해 금성왕(金城王)에 책봉되었다.
농서(隴西) 일대에서 할거하던 걸복건귀는 394년에 부등이 지원군을 청하면서 양왕(梁王)에 책봉하자 1만의 기병을 원군으로 파견하였다. 그러나 원군이 도착하기도 전에 부등은 전사하였고 걸복건귀는 회군하였다.
곧이어 황중(湟中)에서 부숭(苻崇)이 황제에 즉위하자 걸복건귀는 부숭을 공격하여 축출하고 황중을 점거하였다. 이에 부숭은 구지(仇池)의 양정(楊定)에게 망명하여 공동으로 걸복건귀를 공격하였다. 걸복건귀는 이를 격파하여 전진을 멸망시켰으며 농서 일대를 장악하였다. 이를 토대로 걸복건귀는 진왕(秦王)을 자칭하였다.
걸복건귀는 서성(西城, 간쑤성 징위안 현)으로 천도하고 세력 확대를 꾀하여 토욕혼을 공격하기도 하였으나 후량(後凉)의 공격을 받아 397년에 금성을 빼앗기고 세력이 크게 쇠퇴하였다.
400년에는 원천(院川)으로 천도하였다. 같은 해, 후진(後秦)이 서진을 공격하여 걸복건귀는 대패하였으며, 서진은 멸망하였다.
걸복건귀는 남량(南凉)으로 망명하였으나 재기를 노리다가 실패하여 다시 후진으로 망명하였다. 후진의 요흥(姚興)은 걸복건귀를 귀의후(歸義侯)에 책봉하였으며, 401년에는 옛 본거지였던 원천에 진수하여 구 서진의 세력을 이끌었다.
후진의 장군으로 걸복건귀는 후량 공략, 토욕혼 공략 등 여러 곳에서 전공을 세웠으며, 걸복건귀의 세력이 너무 커지는 것을 두려워한 요흥은 걸복건귀를 장안으로 불러들여 주객상서(主客尙書)로 삼았다. 걸복부는 걸복건귀의 아들 걸복치반이 대신 통솔하였다.
409년에 걸복건귀는 요흥의 진중에서 탈출하여 걸복부로 귀환하였으며 본거지를 원천으로 정하였다. 그리고 다시 도견산(度堅山)에 근거를 두고 진왕(秦王)에 즉위하여 서진을 다시 부활시켰다.
410년에는 수도를 다시 원천으로 옮겼으며 농서 일대를 장악해 나갔다. 일시적으로 후진에 복속하기도 하였으나 남량, 후진 등을 지속적으로 공격하였다.
412년, 세자 걸복치반이 남량을 공격하기 위해 출정한 사이 걸복공부에게 살해되었다.

## 참고 문헌
- 《자치통감(資治通鑑)》
- 《진서(晉書)》

| 전 대 걸복국인(乞伏國仁) | 제2대 서진 왕 388년 ~ 400년 409년 ~ 412년 | 후 대 걸복치반(乞伏熾磐) |